# Neotegenaria agelenoides
Neotegenaria agelenoides là một chi đơn loài nhện trong họ Agelenidae. Chúng được miêu tả năm 1967 bởi Roth, và chỉ được tìm thấy ở Guyana.